# Lipotriches quartinae
Lipotriches quartinae là một loài Hymenoptera trong họ Halictidae. Loài này được Gribodo mô tả khoa học năm 1884.